# Matt Cockbain
Matthew James Cockbain (Coffs Harbour, 19 de septiembre de 1972) es un ex–jugador australiano de rugby que se desempeñaba como segunda línea. Es hermano del también jugador de rugby Brent Cockbain.

## Selección nacional
Fue convocado a los Wallabies por primera vez en junio de 1997 para enfrentar a Les Bleus, formó parte del seleccionado que enfrentó a los British and Irish Lions victoriosamente en la Gira de 2001 y disputó su último partido en noviembre de 2003 contra el XV de la Rosa. En total jugó 63 partidos y marcó un try.

### Participaciones en Copas del Mundo
Participó de los Mundiales de Gales 1999 aquí se consagró campeón del Mundo y Australia 2003 donde fue titular en todos los partidos, los australianos cayeron derrotados en la final ante Inglaterra y donde Cockbain se retiró del seleccionado.
| Mundial                       | Sede      | Resultado  | PJ | Tries |
| ----------------------------- | --------- | ---------- | -- | ----- |
| Copa Mundial de Rugby de 1999 | Gales     | Campeón    | 4  | 0     |
| Copa Mundial de Rugby de 2003 | Australia | Subcampeón | 7  | 0     |

## Palmarés
- Campeón de The Rugby Championship de 2000 y 2001.